# Seifen (Waldbröl)
Seifen ist eine Ortschaft in der Stadt Waldbröl im Oberbergischen Kreis im südlichen Nordrhein-Westfalen (Deutschland) innerhalb des Regierungsbezirks Köln.

## Lage und Beschreibung
Der Ort liegt ca. 4,6 km südlich vom Stadtzentrum entfernt.

## Geschichte

### Erstnennung
1487  wurde der Ort das erste Mal urkundlich erwähnt und zwar "Henne von Syffen ist aufgeführt in der Darlehnsliste für Hz. Wilhelm III. von Berg."
Schreibweise der Erstnennung: Syffen In mittelhochdeutscher Sprache und auch in der Mundart nördlich und südlich der mittleren Sieg bezeichnet ein Siefen bzw. Siepen ein feuchtes Bachtal.

## Freizeit

### Wander- und Radwege
Der Wanderweg A1 führt durch Seifen, von Spurkenbach kommend.